# Oonagh Guinness
Oonagh Guinness (22 février 1910 - 2 août 1995) est une mondaine anglo-irlandaise, dame de société et collectionneuse d'art, et la deuxième épouse de Dominick Browne, 4e baron Oranmore et Browne.

## Jeunesse
Elle est née le 22 février 1910, la plus jeune des trois filles d'Arthur Ernest Guinness (1876–1949) et de Marie Clothilde Russell (1880–1953), fille de George Russell (4e baronnet). Arthur Guinness est le deuxième fils d'Edward Guinness, 1er comte d'Iveagh (1847–1927). Elle croyait être "la préférée des trois filles blondes et aux yeux bleus de son père". Avec ses deux sœurs, Aileen et Maureen, les sœurs Guinness sont célébrées comme les Golden Guinness Girls de la société britannique des années 1920.

## Vie publique
Oonagh est une hôtesse de premier plan, en particulier après son deuxième divorce en 1950, lorsque le domaine Luggala est devenu un centre de la vie sociale irlandaise. "Oonagh a en quelque sorte imprégné Luggala d'enchantement. Personne ne pouvait rester à l'écart : l'intelligentsia de Dublin, les lettrés, les peintres, les acteurs, les érudits, les cintres, les toffs, les parieurs, les poètes, les deltaplane sociaux étaient attirés par Luggala comme nulle part ailleurs en Irlande - peut-être même en Europe, d'où viendraient beaucoup. Et le centre immobile de ce chaos exultant et exubérant était Oonagh. "

## Vie privée
À 19 ans, Oonagh est fiancée à l'honorable Philip Kindersley, le deuxième fils du banquier Robert Kindersley, 1er baron Kindersley, et son père lui donne Luggala, un pavillon de chasse du XVIIIe siècle dans le comté de Wicklow, à une heure au sud de Dublin.
En 1929, elle épouse l'honorable Philip Kindersley, et ils ont deux enfants : Tessa Kindersley (décédée à l'âge de 14 ans) et Gay Kindersley (en) (1930–2011), jockey National Hunt et steward du Jockey Club. Le mariage est dissous en 1936.
En 1936, elle épouse Dominick Browne (4e baron Oranmore et Browne), et ils ont trois enfants : Garech Browne (1939–2018), un fils mort-né (1943–1943), et Tara Browne (en) (1945–1966), décédé dans un accident de voiture. Oonagh et Dominick divorcent en 1950.
De 1957 à 1965, elle est mariée à Miguel Ferreras Aciro (1927–1999), un créateur de vêtements de New York,.
Elle est décédée à Luggala le 2 août 1995.